# Ę̈̌
Ę̈̌ (minuscule : ę̈̌), appelé E tréma caron ogonek, est une lettre latine utilisée dans l’écriture du han.
Il s’agit de la lettre E diacritée d’un tréma, d’un caron et d’un ogonek.

## Représentations informatiques
Le E tréma caron ogonek peut être représenté avec les caractères Unicode suivants : 
- composé et normalisé NFC (latin étendu A, diacritiques) :

| formes    | représentations | chaînes de caractères | points de code       | descriptions                                                         |
| --------- | --------------- | --------------------- | -------------------- | -------------------------------------------------------------------- |
| capitale  | Ę̈̌               | Ę◌̈◌̌                   | U+0118 U+0308 U+030C | lettre majuscule latine e ogonek diacritique tréma diacritique caron |
| minuscule | ę̈̌               | ę◌̈◌̌                   | U+0119 U+0308 U+030C | lettre minuscule latine e ogonek diacritique tréma diacritique caron |

- décomposé et normalisé NFD (latin de base, diacritiques) :

| formes    | représentations | chaînes de caractères | points de code              | descriptions                                                                     |
| --------- | --------------- | --------------------- | --------------------------- | -------------------------------------------------------------------------------- |
| capitale  | Ę̈̌               | E◌̨◌̈◌̌                  | U+0045 U+0328 U+0308 U+030C | lettre majuscule latine e diacritique ogonek diacritique tréma diacritique caron |
| minuscule | ę̈̌               | e◌̨◌̈◌̌                  | U+0065 U+0328 U+0308 U+030C | lettre minuscule latine e diacritique ogonek diacritique tréma diacritique caron |